# Chancel Ilunga Sankuru
Chancel Ilunga Sankuru (ur. 28 grudnia 1995 w Lubumbashi) – kongijska lekkoatletka.
Startowała na igrzyskach olimpijskich w 2012, na których wystąpiła w biegu na 1500 m. Odpadła w eliminacjach, zajmując przedostatnie 14. miejsce w swoim biegu eliminacyjnym z czasem 5:05,25 s. Jest najmłodszym olimpijczykiem z DR Konga.